# Martin Horn

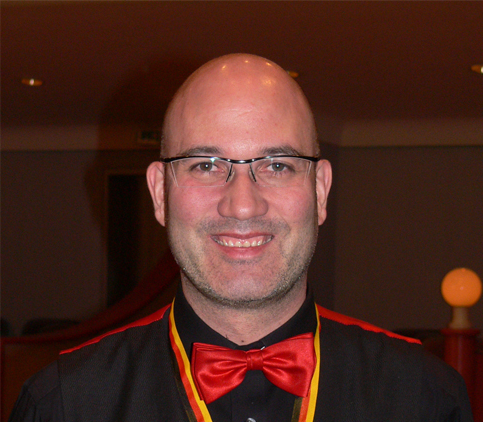

Martin Horn (Essen, 28 januari 1971) is een Duits carambolebiljarter die in praktisch alle spelsoorten tot de wereldtop behoort. 
Hij won in 1994 en 1995 het Europees kampioenschap libre, in 1997 het wereldkampioenschap bandstoten en in 2002 met Christian Rudolph namens Duitsland het wereldkampioenschap driebanden voor landenteams. Op dat toernooi eindigde hij (telkens met Rudolph} ook tweemaal op de tweede plaats (in 2001 en 2006) en tweemaal op de derde plaats (in 1998 en 1999). 
Hij eindigde op het Europees kampioenschap kader 71/2 in 1993 op de derde plaats, op het Europees kampioenschap kader 47/2 in 1995 op de tweede plaats en in 1992 en 1993 op de derde plaats en op het Europees kampioenschap driebanden in 1998 en 2004 op de tweede plaats en in 2003 op de derde plaats. 
Zijn hoogste serie in het driebanden is 21 (gemaakt in november 2000). 